# Gabriele Hirschbichler

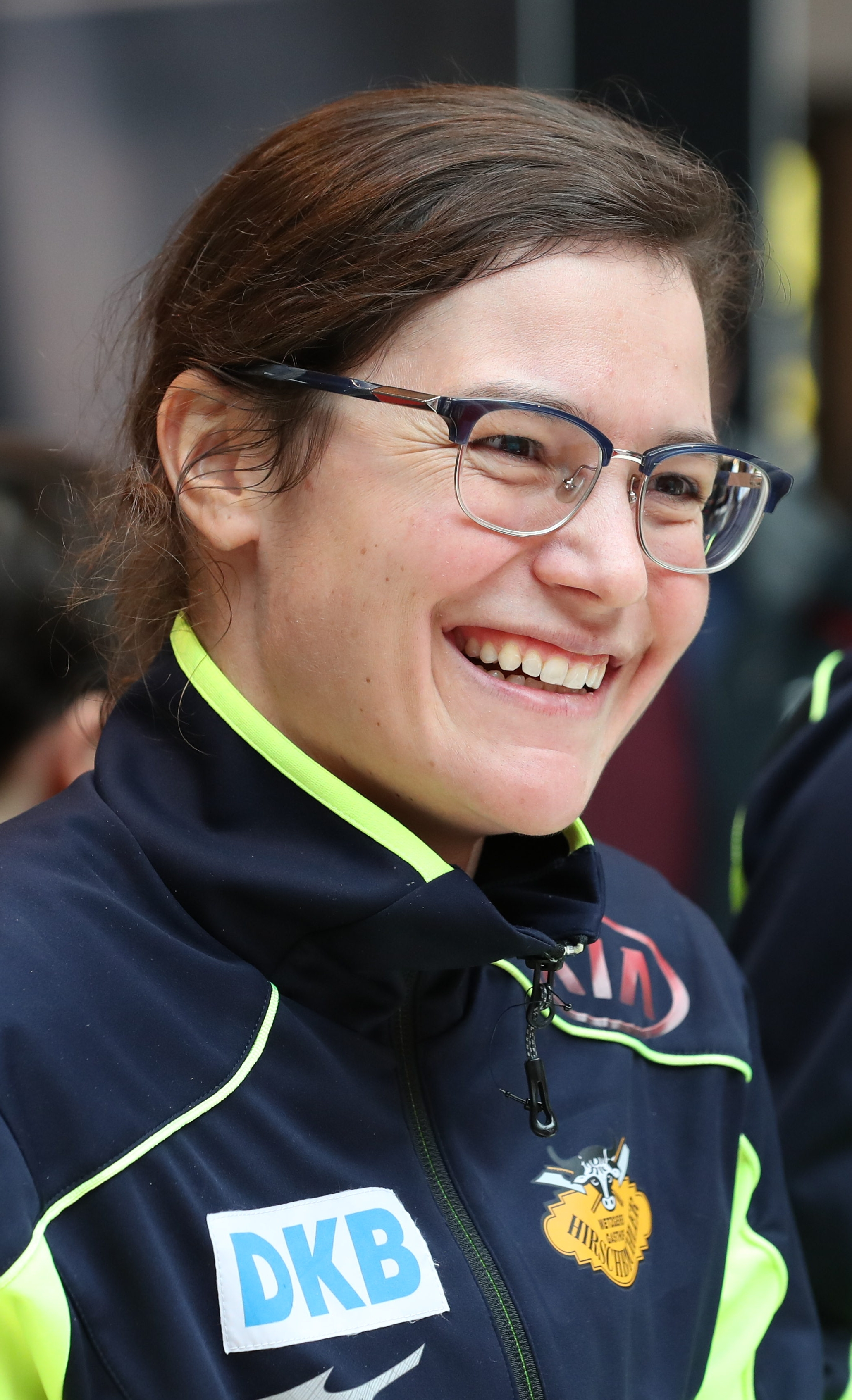
Gabriele Hirschbichler bei der Olympiaeinkleidung 2018 in München

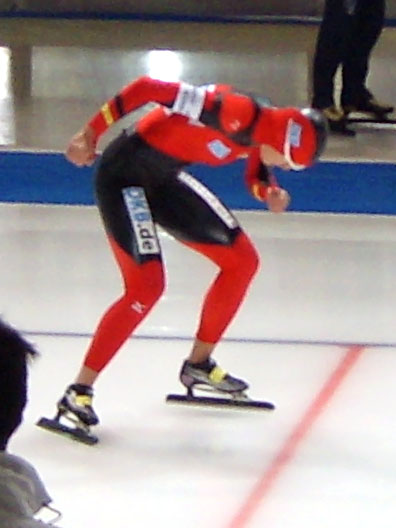
Gabriele Hirschbichler beim Weltcup in Berlin 2008

Gabriele Hirschbichler (* 26. Dezember 1983) ist eine deutsche Eisschnellläuferin.
Gabriele Hirschbichler startet für den DEC Inzell. Dort wird sie in einer Trainingsgruppe mit Anni und Agnes Friesinger von Markus Eicher trainiert. Im Weltcup debütierte sie im Dezember 2005 beim Heimweltcup in Inzell. Die Sprinterin erreichte dort mit einem sechsten Platz über die nichtolympischen 100 Meter ihre bislang beste Weltcupplatzierung. Über diese Distanz wurde sie bei den Deutschen Meisterschaften 2004 in Erfurt Dritte, 2005 in Berlin, nur von Jenny Wolf bezwungen, Zweite. Viermal war sie Deutsche Juniorenmeisterin.
2015/16 wurde sie Deutsche Meisterin über 1500 und 1000 Meter.

## Eisschnelllauf-Weltcup-Platzierungen
| Platzierung | 100 m | 500 m | 1000 m | 1500 m | 3000 m | 5000 m | Team |
| ----------- | ----- | ----- | ------ | ------ | ------ | ------ | ---- |
| 1. Platz    |       |       |        |        |        |        |      |
| 2. Platz    |       |       |        |        |        |        |      |
| 3. Platz    |       |       |        |        |        |        |      |
| Top 10      | 3     |       |        |        |        |        |      |

(Stand: 3. Dezember 2009)